# Construire un feu (film, 1928)
Pour les articles homonymes, voir Construire un feu et Construire un feu (bande dessinée).
Construire un feu est un film muet français réalisé par Claude Autant-Lara, tourné en 1928 et sorti en 1930.
C'est la première tentative d'utilisation de l'hypergonar, ancêtre du cinémascope. Il est considéré comme perdu.

## Synopsis
Dans le Grand Nord par un froid glacial, un chercheur d'or tombe dans un trou d'eau glacée et essaye d'allumer un feu pour se réchauffer.

## Fiche technique
- Titre : Construire un feu
- Réalisation : Claude Autant-Lara
- Scénario : d'après l'histoire To Build a Fire (Construire un feu) de Jack London
- Producteur : Renée Meyer-See
- Directeurs de la photo : Henri Barreyre, Maurice Guillemin
- Format : Noir et blanc — 35 mm — 2,66:1 — Son mono — film muet
- Genre : Film dramatique
- Durée : 22 minutes
- Métrage : 600 m
- Dates de sortie :
  - France : 11 décembre 1930

## Distribution
- José Davert : l'homme
- Jean LeClerc : chercheur d'or
- Ed. Lartigaud : chercheur d'or

## Contexte
C'est le deuxième et dernier film expérimental de Claude Autant-Lara, et le procédé d'objectif anamorphoseur lui permet d'avoir une image de double largeur, mais aussi d'avoir plusieurs images simultanées sur la pellicule, horizontalement ou verticalement. Autant-Lara utilise les possibilités du multi-cadre pour montrer le discours intérieur du personnage sans utiliser d'intertitres. Préfigurant le cinémascope, il a été retiré de l'affiche sous la pression du Syndicat des exploitants qui prétextaient un procédé conduisant à une concurrence déloyale.